# سرپ
سرپ (به مجاری:  Szerep) یک منطقهٔ مسکونی در مجارستان است که در ناحیه پوشپوک‌لادانی واقع شده‌است. سرپ ۵۶٫۰۴ کیلومتر مربع مساحت و ۱٬۵۹۶ نفر جمعیت دارد.